# Karstenella
Karstenella är ett släkte av svampar. Karstenella ingår i familjen Karstenellaceae, ordningen skålsvampar, klassen Pezizomycetes, divisionen sporsäcksvampar och riket svampar.
| Karstenella | \| \| Karstenella vernalis \| \| \| \| |
|             | \| \| Karstenella vernalis \| \| \| \| |
|             | Karstenella vernalis                   |
|             |                                        |

|  | Karstenella vernalis |
|  |                      |